# Pedro Martín (calciatore)
Pedro José Martín Moreno (Malaga, 16 gennaio 1992) è un calciatore spagnolo, attaccante del Reus FCR.

## Carriera
Nella stagione 2011-2012 ha debuttato con la prima squadra dell'Atlético Madrid sia in campionato che in Coppa del Re. Nella stagione successiva debutta anche in Europa League, giocando 3 incontri della fase a gironi. Dopo una stagione nel campionato indiano, si trasferisce allo Sciaffusa con un contratto valido fino al 30 giugno 2025.

## Palmarès
- Super Cup: 1

Odisha: 2023